# كوفيليا
كوفيليا (بالبرتغالية: Covilhã‏) هي مدينة من مدن البرتغال. يبلغ عدد سكانها 51,797 نسمة وذلك حسب إحصائيات سنة 2011. تبلغ مساحتها 555.60 كم².

## المناخ
يظهر الجدول التالي التغييرات المناخية على مدار السنة لكوفيليا:
| البيانات المناخية لـكوفيليا       | البيانات المناخية لـكوفيليا | البيانات المناخية لـكوفيليا | البيانات المناخية لـكوفيليا | البيانات المناخية لـكوفيليا | البيانات المناخية لـكوفيليا | البيانات المناخية لـكوفيليا | البيانات المناخية لـكوفيليا | البيانات المناخية لـكوفيليا | البيانات المناخية لـكوفيليا | البيانات المناخية لـكوفيليا | البيانات المناخية لـكوفيليا | البيانات المناخية لـكوفيليا | البيانات المناخية لـكوفيليا |
| الشهر                             | يناير                       | فبراير                      | مارس                        | أبريل                       | مايو                        | يونيو                       | يوليو                       | أغسطس                       | سبتمبر                      | أكتوبر                      | نوفمبر                      | ديسمبر                      | المعدل السنوي               |
| --------------------------------- | --------------------------- | --------------------------- | --------------------------- | --------------------------- | --------------------------- | --------------------------- | --------------------------- | --------------------------- | --------------------------- | --------------------------- | --------------------------- | --------------------------- | --------------------------- |
| متوسط درجة الحرارة الكبرى °م (°ف) | 9.4 (48.9)                  | 11.2 (52.2)                 | 13.5 (56.3)                 | 16.4 (61.5)                 | 19.2 (66.6)                 | 24.7 (76.5)                 | 28.1 (82.6)                 | 28.4 (83.1)                 | 24.4 (75.9)                 | 18.9 (66.0)                 | 13.1 (55.6)                 | 9.8 (49.6)                  | 18.1 (64.6)                 |
| المتوسط اليومي °م (°ف)            | 6.2 (43.2)                  | 7.4 (45.3)                  | 9.5 (49.1)                  | 11.8 (53.2)                 | 14.3 (57.7)                 | 19.1 (66.4)                 | 21.9 (71.4)                 | 22.2 (72.0)                 | 19.1 (66.4)                 | 14.7 (58.5)                 | 9.7 (49.5)                  | 6.7 (44.1)                  | 13.6 (56.4)                 |
| متوسط درجة الحرارة الصغرى °م (°ف) | 3.1 (37.6)                  | 3.6 (38.5)                  | 5.6 (42.1)                  | 7.2 (45.0)                  | 9.5 (49.1)                  | 13.5 (56.3)                 | 15.7 (60.3)                 | 16.0 (60.8)                 | 13.9 (57.0)                 | 10.5 (50.9)                 | 6.3 (43.3)                  | 3.6 (38.5)                  | 9.0 (48.3)                  |
| الهطول مم (إنش)                   | 162 (6.4)                   | 150 (5.9)                   | 109 (4.3)                   | 90 (3.5)                    | 76 (3.0)                    | 49 (1.9)                    | 10 (0.4)                    | 10 (0.4)                    | 47 (1.9)                    | 105 (4.1)                   | 146 (5.7)                   | 128 (5.0)                   | 1٬082 (42.5)                |
| المصدر: Climate-data.org          |                             |                             |                             |                             |                             |                             |                             |                             |                             |                             |                             |                             |                             |

## معرض صور

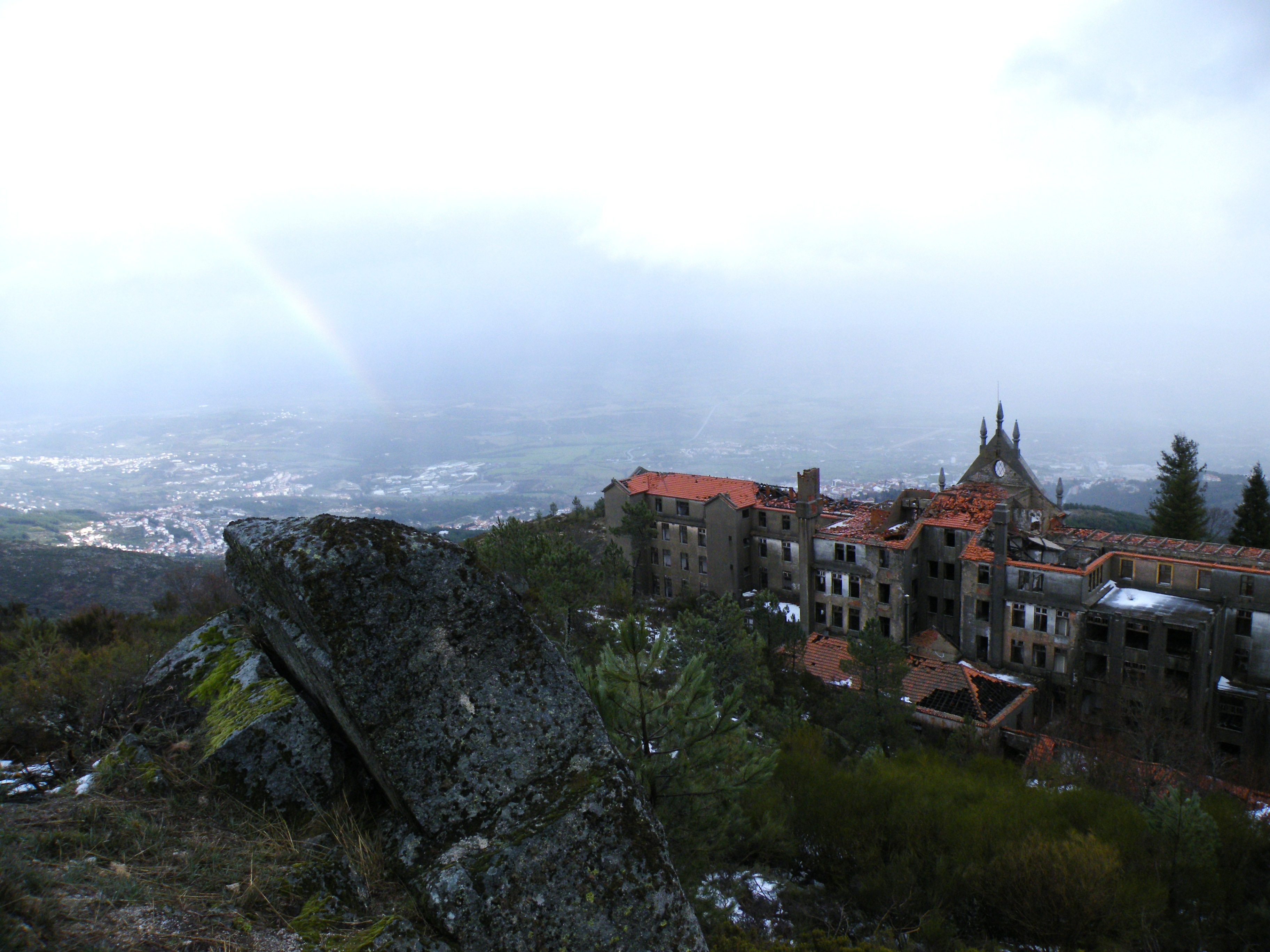
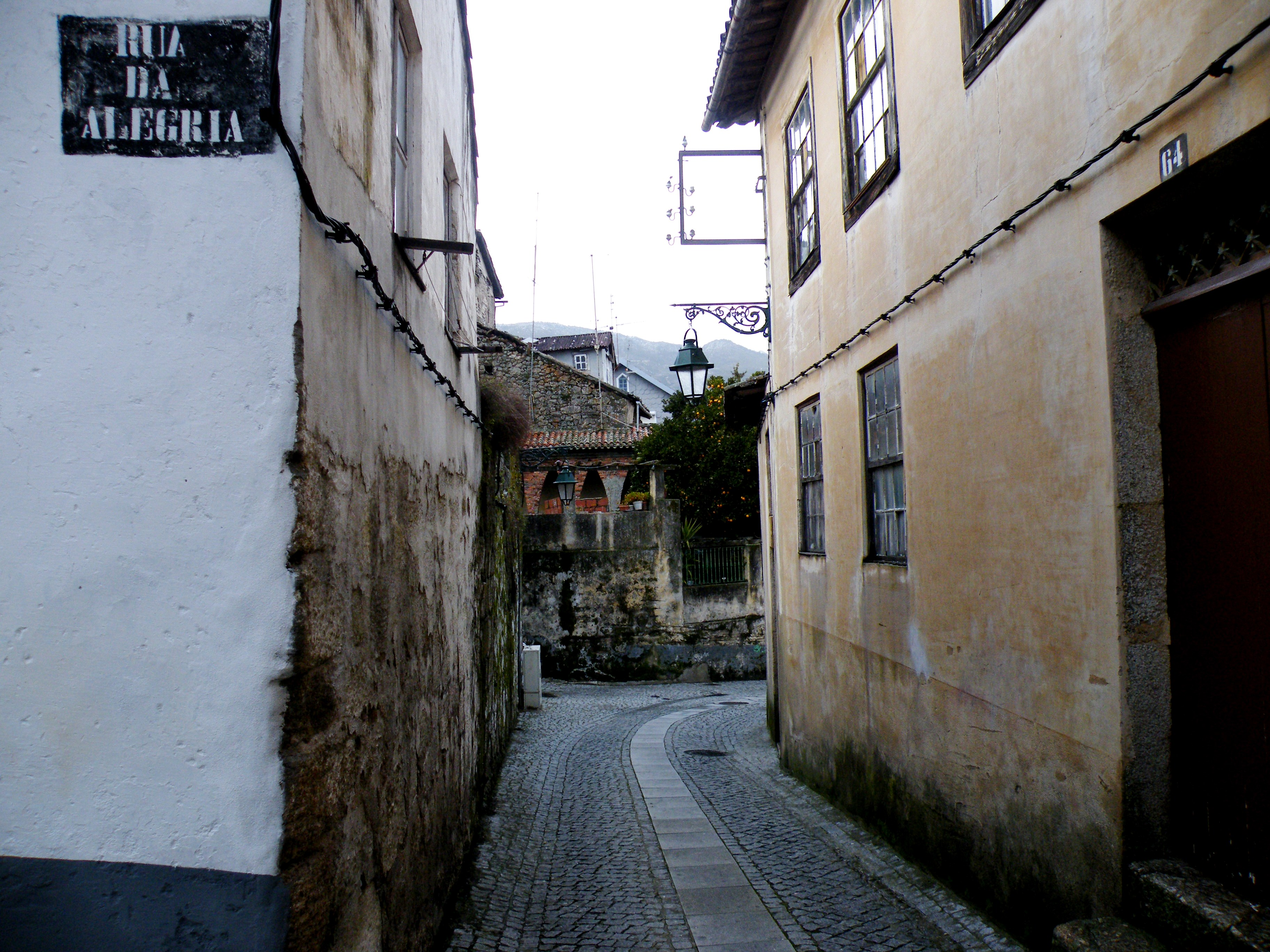
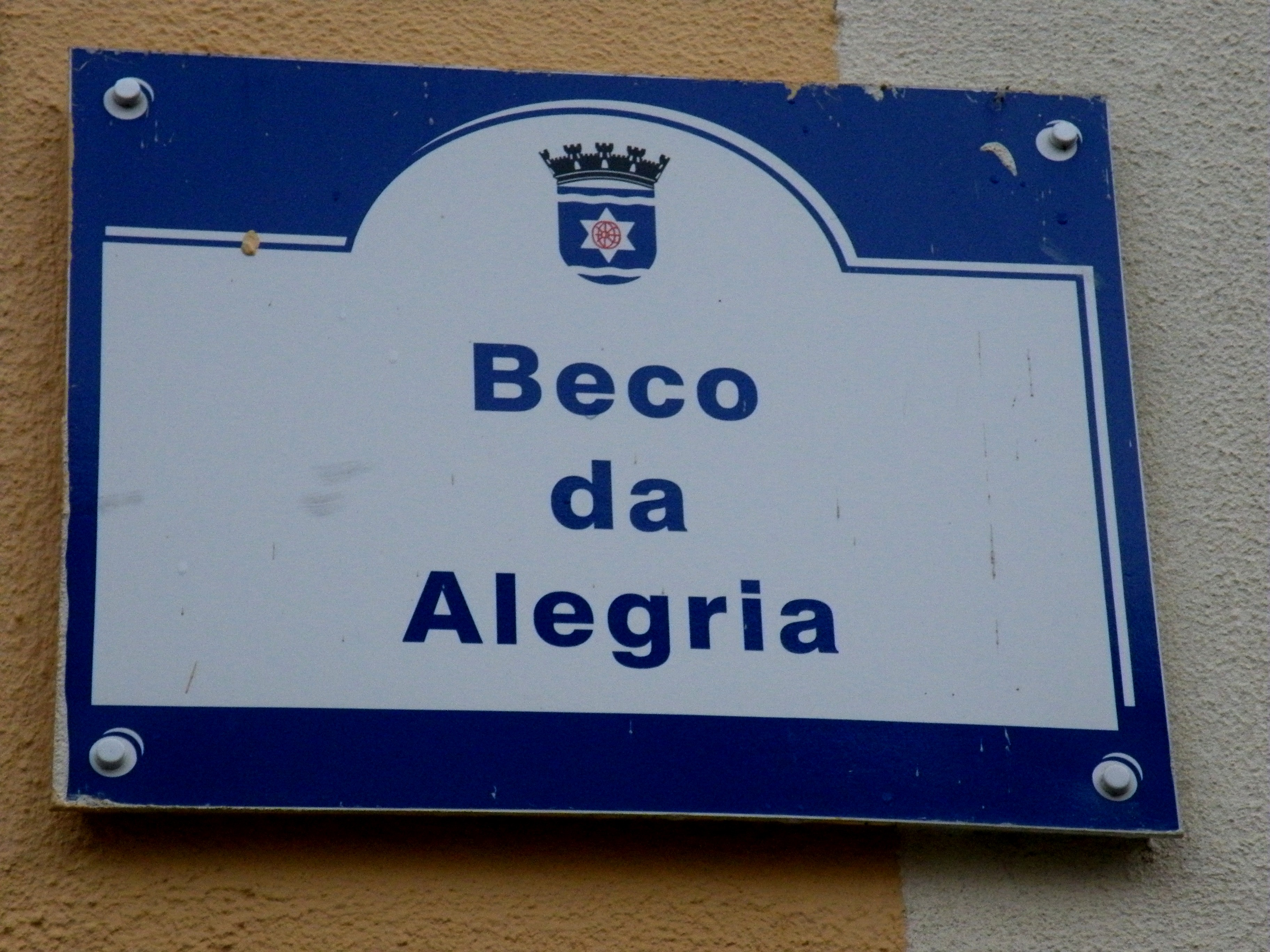
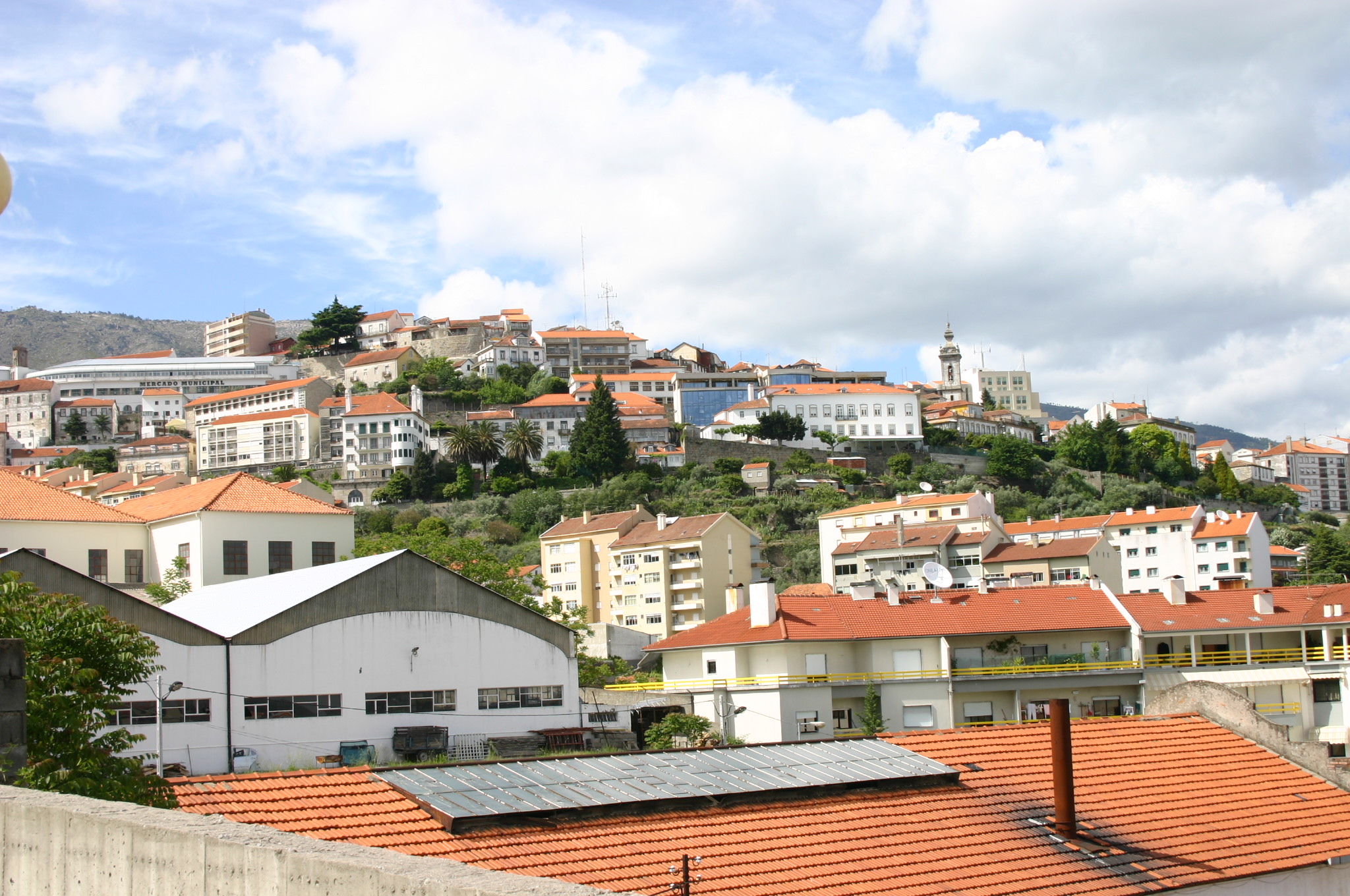

## توأمة
لكوفيليا اتفاقيات توأمة مع كل من:
- روبيه
- Madalena, Azores [الإنجليزية]‏

## أعلام
- جويل روتشا
- بيدرو تابوردا
- ديوغو غاسبار
- نونو كويلو
- فاسكو

## وصلات خارجية
- الموقع الرسمي